# توبة (فلم)
توبة هو فيلم مصري من إنتاج العام 1958، من تأليف وإخراج محمود ذو الفقار، من بطولة عماد حمدي وصباح.

## قصة الفيلم
تعطف (وداد) المغنية بالمسرح المتجول علي اولاد (أحمد) الأرمل لأن بينهم طفلة تذكرها بابنتها المتوفاة والذي يغيب عن منزله أيام كثيرة بالأسبوع لظروف عمله تاركا أولاده دون رعاية.
سيد القرية هو (أبو المعاطي) الذي يخدع الجميع بمظهره الطيب، وقد خدع (وداد) سالفا وتسبب في وفاة ابنتها، يرغب أبو المعاطي في إعادة علاقته مع وداد فتهرب منه، وتمكث مع أبناء أحمد الذي يعود في بعد غياب ويعلم بما فعلته مع ابنته عندما مرضت في غيابه، ويطلب من أبناءه الإلحاح عليها من أجل المكوث معهم، كما يتعلق بها كثيرا، وهنا لا تجد وداد أمامها سبيلا إلى مصارحة أحمد بحقيقتها.
يعلم أبو المعاطي بأمرهما فينصب كمين لهما، يفقد أحمد الوعي ويسرق منه أموال التحصيل الخاصة بالشركة التي يعمل بها، ثم يرسلها لمنزل أحمد ويبلغ عنه الشرطة وبالفعل يسجن، لكن وداد تتمكن من خداع أبو المعاطي بحبها حتى يعترف بتدبير التهمة لأحمد في الوقت الذي يستمع له فيه رجال الشرطة ونتيجة لذلك يقبض على أبو المعاطي ويخلى سبيل أحمد.

## بطولة
صباح (وداد)
عماد حمدي (أحمد)
محمود المليجي (أبو المعاطي)
عبد المنعم إبراهيم (عمر)
نيللي (الطفلة زينب)
ثريا فخري
درية أحمد
فيفي سعيد
شفيق نور الدين
حسين إسماعيل

## أغاني الفيلم
| الأغنية             | كلمات           | ألحان        | غناء |
| ------------------- | --------------- | ------------ | ---- |
| شمس وقمرين          | فتحي قورة       | محمود الشريف | صباح |
| اللي اتمنيته لقيتو  | فتحي قورة       | منير مراد    | صباح |
| وحياة عنيّا دول      | فتحي قورة       | محمد الموجي  | صباح |
| يا واد يا ساكن حيّنا | عبد العزيز سلام | محمد الموجي  | صباح |

## وصلات خارجية
- مقالات تستعمل روابط فنية بلا صلة مع ويكي بيانات